# Вулиця Андрія Потебні (Краків)
Вулиця Андрія Потебні (пол. Ulica Andrzeja Potebni) — вулиця в Кракові, в Дільниця XIII Подґуже, в Подґуже .
З’єднує вулицю Паркову з променадою вулиці Татранської, тупикова, односмугова.

## Історія
Вулиця в сучасному вигляді була закладена в другій половині ХІХ століття і спочатку називалася вул. Школьна (пол. ul.Szkolna), у зв'язку з муніципальною школою, що була розташована на цій вулиці (Zespół Szkół Ogólnokształcących nr 39) . Станом на 2024 рік будівля належала Музичній академії Кшиштофа Пендерецького, в ній розташована Кафедра церковної музики.
У 1937 році вона була перейменована на вул. Братів Дудзінських (пол. ul.Braci Dudzińskich), а в 1951 році міська рада Кракова дала вулиці її нинішню назву на честь Андрія Потебні, українського революціонера, офіцера російської армії, який воював у Січневому повстанні на боці Польщі .

## Забудова
- вул. Андрія Потебні 2 (ul. Parkowa 1, ul. Rękawka 2) – кам’яниця, бл. 1925 рік.
- вул. Андрія Потебні 4 – кам'яниця. Проєкт Альфреда Крамарського, Людвіка Пацьорковського, 1927–1929 роки.
- вул. Андрія Потебні 5 – кам’яниця, бл. 1939 рік.
- вул. Андрія Потебні 7 – будівля колишньої міської школи, 1896 рік
- вул. Андрія Потебні 9 – кам'яниця. Проєкт Антоні Достала, Дж. Виспянского, 1923–1926 роки.

Підготовлено на основі джерела: Міський реєстр пам’яток – Краків .